# Ủy ban Sự vụ dân tộc Quốc gia (Trung Quốc)
Ủy ban Sự vụ dân tộc Quốc gia Cộng hòa Nhân dân Trung Hoa (tiếng Trung: 中华人民共和国国家民族事务委员会, gọi ngắn: 国家民委), viết tắt là Ủy ban Dân sự, Ủy ban Dân tộc, Dân ủy Quốc gia (国家民委), là một cơ quan cấp bộ trực thuộc Quốc vụ viện Cộng hòa Nhân dân Trung Hoa phụ trách các chính sách dân tộc và được lãnh đạo bởi Bộ Công tác Mặt trận Thống nhất Trung ương Đảng Cộng sản Trung Quốc. Ủy ban Sự vụ dân tộc chịu trách nhiệm chính trong việc quản lý Đảng và chính sách dân tộc của quốc gia, nghiên cứu lý luận dân tộc học, phát động công tác dân tộc và giáo dục dân tộc, giám sát việc thực hiện và hoàn thiện việc xây dựng hệ thống tự trị vùng dân tộc, giám sát việc bảo vệ quyền và lợi ích của các dân tộc thiểu số.
Ủy ban Sự vụ dân tộc có chức năng, nhiệm vụ tập trung cho 56 dân tộc anh em của Cộng hòa Nhân dân Trung Hoa.

## Lịch sử

### Thời kỳ đầu
Năm 1949, Ủy ban Sự vụ dân tộc Chính phủ Nhân dân Trung ương (中央人民政府民族事务委员会) được thành lập, gọi tắt là Trung ương Dân ủy (中央民委). Năm 1954, Ủy ban Sự vụ Dân tộc Chính phủ Nhân dân Trung ương được đổi tên thành Ủy ban Sự vụ Dân tộc Cộng hòa Nhân dân Trung Hoa (中华人民共和国民族事务委员会). Năm 1970, Ủy ban Sự vụ Dân tộc Cộng hòa Nhân dân Trung Hoa bị bãi bỏ. Năm 1978, Ủy ban Sự vụ Dân tộc Quốc gia Cộng hòa Nhân dân Trung Hoa được thành lập, gọi tắt là Dân ủy Quốc gia, và từ đó là một thành phần của Quốc vụ viện.

### Kiến nghị xây dựng
Theo Chiều sâu cải cách tổ chức Đảng và Nhà nước do Ủy ban Trung ương Đảng Cộng sản Trung Quốc ban hành ngày 21 tháng 3 năm 2018, Ủy ban Sự vụ Dân tộc đặt dưới sự lãnh đạo của Bộ Công tác Mặt trận Thống nhất Trung ương Đảng Cộng sản Trung Quốc. Ủy ban Sự vụ Dân tộc Quốc gia đồng thời vẫn là một thành phần của Quốc vụ viện.
Vào ngày 31 tháng 8 năm 2020, theo Ý kiến thực hiện của Ủy ban Cải cách và Phát triển Quốc gia Trung Quốc về thúc đẩy toàn diện cải cách phân tách của các hiệp hội công nghiệp, thương mại và cơ quan hành chính (Phát Cải Thể Cải [2019] Số 1063), Hiệp hội Nghệ nhân và Thủ công dân gian quốc gia Trung Quốc, Hiệp hội Xúc tiến hợp tác nước ngoài trong kinh tế dân tộc, Hiệp hội Giáo dục trung học cơ sở quốc gia, năm hiệp hội ngành (phòng thương mại), bao gồm Hiệp hội Xúc tiến nghiên cứu và Phát triển miền Tây Trung Quốc và Hiệp hội Xúc tiến kinh tế Lũng Hải Lan Tân, được tách ra khỏi Ủy ban Sự vụ dân tộc Quốc gia, đăng ký trực tiếp theo quy định của pháp luật, hoạt động độc lập, tách khỏi chức năng hành chính và không còn thành lập đơn vị giám sát kinh doanh. Hủy bỏ các khoản chiếm dụng tài chính trực tiếp và hỗ trợ sự phát triển của nó thông qua việc mua các dịch vụ của Quốc vụ viện.

### Xác định dân tộc thiểu số
Dân ủy Quốc gia Trung Quốc trong lịch sử cơ quan là đơn vị tiến hành điều tra, thống kê dân tộc cả nước Trung Quốc, trải qua các thời kỳ, đã xác định 56 dân tộc Trung Hoa:
Giai đoạn đầu tiên, từ năm 1949 đến năm 1954, lần đầu tiên xác định Mông Cổ, người Hồi, Tây Tạng, Mãn Châu, Uyghur, người Miêu, người Lô Lô, người Tráng, người Bố Y, người Triều Tiên, Động, Dao, Bạch, Hà Nhì, Kazakh, Thái, Lê, Lật Túc, Va, La Hủ, Cao Sơn, Thủy, Đông Hương, Nạp Tây, Cảnh Pha, Kyrgyz, Thổ, Khương, Salar, Tích Bá, Tajik, Uzbek, Nga, Evenk, Oroqen, Bảo An, Yugur, Tatar, tổng cộng 38 dân tộc thiểu số.
Giai đoạn thứ hai: từ năm 1954 đến năm 1964, tổng điều tra toàn quốc lần thứ hai. Thêm 15 dân tộc thiểu số mới được xác định, cụ thể là Thổ Gia, Xa, Daur, Hách Triết, Mục Lão, Blang, Cờ Lao, A Xương, Pumi, Nộ, Băng Long (sau đổi tên là Đức Ngang), Độc Long, Kinh, Mao Nan (sau này đổi tên thành Mao Nam), Monpa. Thời kỳ này, 74 dân tộc tự báo cáo trong cuộc điều tra dân số được nhóm thành 53 dân tộc thiểu số.
Giai đoạn thứ ba: tổng điều tra toàn quốc lần thứ ba từ năm 1965 đến năm 1982. Năm 1965, nhóm dân tộc Lhoba ở khu vực Tây Tạng được xác định, và vào năm 1979, nhóm dân tộc Cơ Nặc ở núi Cơ Nặc của Vân Nam được xác định. Từ đó đến nay, cộng thêm người Hán, số dân tộc Trung Hoa đã tăng lên 56 người.
Giai đoạn thứ tư: từ cuộc tổng điều tra toàn quốc lần thứ ba năm 1982. Theo thống kê, từ năm 1982 đến nay, cả nước đã có hơn 12 triệu người khôi phục hoặc thay đổi thành phần dân tộc.

## Chức trách

### Chức năng
Theo Quy định về cơ cấu chức năng, tổ chức bên trong và biên chế của Ủy ban Sự vụ dân tộc Quốc gia Trung Quốc, thực hiện các chức năng:
1. Xây dựng các chính sách, quy định liên quan đến vấn đề dân tộc, công khai, giáo dục các chính sách, quy định của dân tộc, kiểm tra việc thực hiện các chính sách, quy định về dân tộc.
2. Hướng dẫn, kiểm tra việc xây dựng hệ thống tự quản vùng dân tộc có liên quan và việc thực hiện Luật Vùng dân tộc tự trị.
3. Phối hợp quan hệ dân tộc và xử lý các vấn đề liên quan đến bảo vệ quyền của các dân tộc thiểu số.
4. Tham gia xây dựng kế hoạch trung hạn, dài hạn và kế hoạch hàng năm phát triển kinh tế, xã hội vùng dân tộc, nghiên cứu xây dựng các chính sách, biện pháp đặc biệt để cải cách, mở cửa, phát triển kinh tế vùng dân tộc, cho vay đặc biệt và quỹ đặc biệt cho đồng bào dân tộc thiểu số và vùng dân tộc. Quản lý phân phối và sử dụng.
5. Làm việc với các ban ngành liên quan để thúc đẩy và điều phối hỗ trợ đối ứng ở các vùng kinh tế phát triển và các vùng dân tộc, và làm việc với các ban ngành liên quan để giúp đỡ người nghèo ở các vùng dân tộc.
6. Nghiên cứu lý thuyết dân tộc và chính sách dân tộc, tổ chức và điều phối các cuộc điều tra, nghiên cứu toàn diện về các vấn đề dân tộc của quốc gia.
7. Tham gia nghiên cứu, xây dựng chủ trương, chính sách, kế hoạch phát triển giáo dục, văn hóa, khoa học và công nghệ, y tế, thể dục thể thao và các chủ trương khác ở đồng bào dân tộc thiểu số và vùng dân tộc, quản lý các trường cao đẳng, thiết chế văn hóa dân tộc trực thuộc.
8. Điều hành công tác tiếng dân tộc thiểu số, biên soạn sách cổ quốc ngữ, hướng dẫn dịch thuật, biên tập và xuất bản tiếng dân tộc thiểu số.
9. Giúp phòng tổ chức cán bộ trong việc đào tạo, giáo dục, sử dụng cán bộ người dân tộc thiểu số, liên lạc với cán bộ người dân tộc thiểu số.
10. Nghiên cứu tình hình các dân tộc thiểu số trên thế giới, thực hiện công tác đối ngoại về dân tộc thiểu số, tham gia các công việc liên quan đến các điều ước quốc tế như Liên Hợp Quốc chống phân biệt chủng tộc; quản lý các hoạt động đối ngoại liên quan, xử lý đồng bào dân tộc thiểu số định cư ở nước ngoài về Trung Quốc thăm thân nhân, du lịch, định cư, tổ chức chiêu đãi nghiên cứu, thăm và kiểm tra các dân tộc thiểu số trong nước.
11. Hướng dẫn nghiệp vụ của ban dân tộc các tỉnh, khu tự trị, thành phố trực thuộc Trung ương, tăng cường quan hệ với các khu tự trị dân tộc.
12. Thực hiện các công việc khác do Quốc vụ viện giao.

### Phối hợp đơn vị
Ủy ban Sự vụ dân tộc Quốc gia phối hợp chức năng, vai trò cũng các thành viên kiêm nhiệm với: Ủy ban Cải cách và Phát triển, Bộ Giáo dục, Bộ Khoa học và Công nghệ, Bộ Công nghiệp và Công nghệ thông tin, Bộ Công an, Bộ Dân chính, Bộ Tài chính, Bộ Nhân lực và An sinh xã hội, Bộ Tài nguyên đất, Bộ Bảo vệ môi trường, Bộ Nhà ở và Kiến thiết thành thị, nông thôn, Bộ Giao thông Vận tải, Bộ Nông nghiệp, Bộ Thương mại, Bộ Văn hóa, Ủy ban Y tế và Kế hoạch hóa gia đình, Ngân hàng Nhân dân, Ủy ban Giám sát và Quản lý Tài sản Nhà nước, Tổng cục Thuế, Tổng cục CMG, Tổng cục Thể thao, Tổng cục Quản lý Thực phẩm và Dược phẩm, Tổng cục Thống kê, Cục Tôn giáo, Văn phòng Thông tin, Ủy ban Điều tiết Ngân hàng, Ủy ban Điều tiết Chứng khoán, Tổng cục Y học Cổ truyền, Văn phòng Xóa đói giảm nghèo, Tổng công ty Đường sắt.
Nhiệm vụ chính của đơn vị kiêm nhiệm là: tập trung vào chủ đề công tác dân tộc là đoàn kết, đấu tranh, vì sự thịnh vượng chung và phát triển, giữ vững và hoàn thiện hệ thống tự trị vùng dân tộc, thực hiện đầy đủ chính sách dân tộc của Đảng, của đất nước, củng cố và phát triển xã hội bình đẳng, đoàn kết, tương trợ và hài hòa. Theo chức năng của Ủy ban, tổ chức điều tra, nghiên cứu sâu, chủ động có biện pháp hữu hiệu để giải quyết những vấn đề còn tồn tại, khó khăn đặc biệt khó khăn về công tác dân tộc, hỗ trợ phát triển đồng bào dân tộc thiểu số và các vùng dân tộc, thúc đẩy xây dựng xã hội khá giả ở các vùng dân tộc và cả nước.

## Cơ cấu tổ chức
Theo Quy định về cơ cấu chức năng, tổ chức bên trong và biên chế của Ủy ban Sự vụ dân tộc, có các cơ quan sau:

### Cơ quan trực thuộc
- Sảnh Văn phòng Ủy ban (国家民族事务委员会办公厅)
- Ty Chính sách Pháp định (国家民族事务委员会政策法规司)
- Ty Kiểm tra Giám sát (国家民族事务委员会监督检查司)
- Ty Phát triển kinh tế (国家民族事务委员会经济发展司)
- Ty Tuyên truyền văn hóa (国家民族事务委员会文化宣传司)
- Ty Khoa học Giáo dục (国家民族事务委员会教育科技司)
- Ty Giao lưu quốc tế (国家民族事务委员会国际交流司)
- Ty Tài chính (国家民族事务委员会财务司)
- Ty Nhân sjw (国家民族事务委员会人事司)
- Đảng ủy Cơ quan (中国共产党国家民族事务委员会机关委员会)
- Cục Cán bộ nghỉ hưu (国家民族事务委员会离退休干部局)

### Cơ quan thuộc liên kết
- Trung tâm Nghiên cứu Các vấn đề Quốc gia của Ủy ban Dân tộc (国家民族事务委员会民族问题研究中心)
- Trung tâm Thông tin Ủy ban Dân tộc (国家民族事务委员会信息中心)
- Trung tâm Phục vụ cơ quan Ủy ban Dân tộc Quốc gia (国家民族事务委员会机关服务中心)
- Học viện Cán bộ dân tộc Trung ương (中央民族干部学院)
- Trung tâm Dịch thuật Ngôn ngữ Quốc gia Trung Quốc (中国民族语文翻译中心)
- Đoàn Ca múa nhạc Trung ương (中央民族歌舞团)
- Nhà xuất bản Dân tộc (民族出版社)
- Câu lạc bộ Báo ảnh Dân tộc (民族画报社)
- Tạp chí Đại đoàn kết Dân tộc (民族团结杂志社)
- Cung văn hóa Dân tộc (民族文化宫)
- Viện Bảo tảng Dân tộc Trung Quốc (中国民族博物馆)
- Văn phòng Nghiên cứu và Phân loại sách cổ dân tộc thiểu số Trung Quốc (全国少数民族古籍整理研究室)
- Báo Dân tộc Trung Quốc (中国民族报社)
- Nhà xuất bản Văn hóa dân tộc Trung Quốc (中国民族文化出版社)

### Cơ quan giáo dục
- Đại học Dân tộc Trung ương (中央民族大学)
- Đại học Dân tộc Trung Nam (中南民族大学)
- Đại học Dân tộc Tây Nam (西南民族大学)
- Đại học Dân tộc Tây Bắc (西北民族大学)
- Đại học Dân tộc Bắc Phương (北方民族大学)
- Đại học Dân tộc Đại Liên (大连民族大学)

## Thế hệ lãnh đạo
| Thứ tự                                                                 | Bộ trưởng                                                        | Sinh                                                             | Dân tộc                                                          | Nhiệm kỳ                                                         | Công tác về sau                                                           |
| Ủy ban Sự vụ dân tộc Chính phủ Nhân dân Trung ương (1949 – 1954)       | Ủy ban Sự vụ dân tộc Chính phủ Nhân dân Trung ương (1949 – 1954) | Ủy ban Sự vụ dân tộc Chính phủ Nhân dân Trung ương (1949 – 1954) | Ủy ban Sự vụ dân tộc Chính phủ Nhân dân Trung ương (1949 – 1954) | Ủy ban Sự vụ dân tộc Chính phủ Nhân dân Trung ương (1949 – 1954) | Ủy ban Sự vụ dân tộc Chính phủ Nhân dân Trung ương (1949 – 1954)          |
| ---------------------------------------------------------------------- | ---------------------------------------------------------------- | ---------------------------------------------------------------- | ---------------------------------------------------------------- | ---------------------------------------------------------------- | ------------------------------------------------------------------------- |
| 1                                                                      | Lý Duy Hán                                                       | 1896 – 1984                                                      | Hán                                                              | 10/1949 – 09/1954                                                | Ủy viên Bộ Chính trị, Phó Ủy viên trưởng Nhân Đại, Chính trị gia thời đầu |
| Ủy ban Sự vụ dân tộc Cộng hòa Nhân dân Trung Hoa (1954 – 1970)         |                                                                  |                                                                  |                                                                  |                                                                  |                                                                           |
| 2                                                                      | Ô Lan Phu                                                        | 1906 – 1988                                                      | Mông Cổ                                                          | 09/1954 – 06/1970                                                | Thượng tướng, Ủy viên Bộ Chính trị, Phó Tổng lý Quốc vụ viện              |
| Ủy ban Sự vụ dân tộc Quốc gia Cộng hòa Nhân dân Trung Hoa (1978 – nay) |                                                                  |                                                                  |                                                                  |                                                                  |                                                                           |
| 3                                                                      | Dương Tĩnh Nhân                                                  | 1918 – 2001                                                      | Hồi                                                              | 03/1978 – 01/1986                                                | Phó Tổng lý Quốc vụ viện, Phó Chủ tịch Chính Hiệp                         |
| 4                                                                      | Ismail Amat                                                      | 1935 – 2018                                                      | Duy Ngô Nhĩ                                                      | 01/1986 – 03/1998                                                | Phó Ủy viên trưởng Nhân Đại, Ủy viên Quốc vụ                              |
| 5                                                                      | Lý Đức Thù                                                       | 1943                                                             | Triều Tiên                                                       | 03/1998 – 03/2008                                                |                                                                           |
| 6                                                                      | Dương Tinh                                                       | 1953                                                             | Mông Cổ                                                          | 03/2008 – 03/2013                                                | Ủy viên Quốc vụ, Tổng Thư ký Quốc vụ viện                                 |
| 7                                                                      | Vương Chính Vĩ                                                   | 1957                                                             | Hồi                                                              | 03/2013 – 04/2016                                                | Phó Chủ tịch Chính Hiệp                                                   |
| 8                                                                      | Bagatur                                                          | 1955                                                             | Mông Cổ                                                          | 04/2016 – 12/2020                                                | Phó Chủ tịch Chính Hiệp                                                   |
| 9                                                                      | Trần Tiểu Giang                                                  | 1962                                                             | Hán                                                              | Tháng 6 năm 2017 – 24 tháng 6, 2022                              |                                                                           |
| 10                                                                     | Phan Nhạc                                                        | 1960                                                             | Hán                                                              | 24 tháng 6, 2022 – nay                                           |                                                                           |